# 東囎唹郡

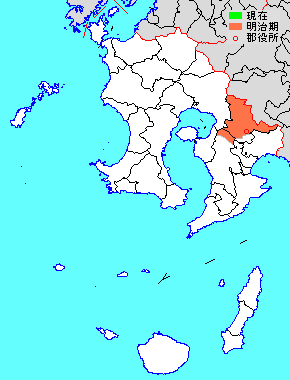
鹿児島県東囎唹郡の位置

東囎唹郡（ひがしそおぐん）は、鹿児島県にあった郡。

## 郡域
1887年（明治20年）に行政区画として発足した当時の郡域は、下記の区域にあたる。
- 鹿屋市の一部（輝北町諏訪原・輝北町市成）
- 曽於市の大部分（大隅町月野・大隅町境木町・大隅町荒谷を除く）

## 歴史

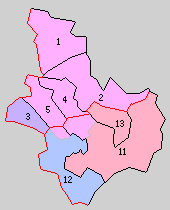
1.財部村 2.末吉村 3.市成村 4.岩川村 5.恒吉村（紫：鹿屋市 桃：曽於市 11 - 13は南諸県郡）

### 郡発足までの沿革
- 明治初年時点では全域が薩摩鹿児島藩領であった。「旧高旧領取調帳」に記載されている、囎唹郡のうち後の本郡域の明治初年時点での村は以下の通り[1]。特記以外は全域が現・曽於市。
  - 恒吉郷 - 長江村、大谷村、坂元村、須田木村
  - 市成郷 - 諏訪原村、市成村（現・鹿屋市）
  - 末吉郷 - 岩崎村、二之方村、南之郷村、諏訪方村、深川村
  - 財部郷（一部） - 南俣村、北俣村
  - 岩川郷 - 五拾町村、中之内村
- 明治4年7月14日（1871年8月29日） - 廃藩置県により鹿児島県の管轄となる。
- 明治5年（1871年） - 日向国諸県郡下財部村（財部郷）の所属郡が囎唹郡に変更。
- 明治12年（1879年）2月17日 - 郡区町村編制法の鹿児島県での施行により、行政区画としての囎唹郡が発足。「加治木郡役所」が管轄。

### 郡発足以降の沿革
- 明治20年（1887年）5月9日 - 囎唹郡のうち上記5郷の区域をもって東囎唹郡が発足[2]。「岩川郡役所」が管轄。
- 明治22年（1889年）4月1日 - 町村制の施行により、各郷に財部村、末吉村、市成村、岩川村、恒吉村が発足。
- 明治30年（1897年）4月1日 - 郡制の施行のため、「岩川郡役所」が管轄する東囎唹郡・南諸県郡の区域をもって囎唹郡が発足[3]。同日東囎唹郡廃止。